# Primer plano
Primer plano ou PP est une émission de télévision chilienne diffusée sur la chaîne de télévision Chilevisión et présentée par Francisca García-Huidobro et Julio César Rodríguez. Diffusée tous les vendredis à 22h00.

## Animateurs
- Carolina Gutiérrez (1999-2001)
- Eugenio Salinas (1999-2001)
- Martín Cárcamo (2001)
- Carolina Fadic (*1974- † 12 octobre 2002) (2001-2002)
- Patricia Larraín (2001-2005)
- Giancarlo Petaccia (2001-2006)
- Carola Julio (2006-2007)
- Julián Elfenbein (2006-2008)
- Pamela Díaz Saldías (2007-2008)
- Jordi Castell (2006-2013)
- Ignacio Gutiérrez (2008-2013)
- Francisca García-Huidobro (2006-2018)
- Julio César Rodríguez (2014-2018)

## Chroniqueurs
- Pamela Jiles (2015-2017)
- María Luisa Cordero (2016-2017)
- Claudia Schmitd (2015-2017)
- Mariela Sotomayor (2014-2015)
- Lucía López (2011, 2014-2015)
- Francisca Merino (2014-2015)
- Fred Redondo (2014)
- Óscar Masilla (2014)
- Nadia Cabezas (2014)
- Javier Fernández (2014)
- Vesta Lugg (2014)
- Daniel Fuenzalida (2014)
- Ignacio Gutiérrez (2014)
- Jaime Coloma (2011-2013)
- Juan Pablo Queraltó (2011-2013)
- María Luisa "Malú" Mayol (2012-2013)
- Carolina Honorato (2011-2012)

## Journalistes
- Sebastián Aguirre
- Mariela Sotomayor

### Journalistes précédents
- Carolina Gutiérrez
- Andrés Mendoza
- César Barrera